# Urticales
Urticales é o nome botânico de uma antiga ordem de angiospermas. A Urticales era dividida em cinco famílias:
- Família Barbeyaceae
- Família Cannabaceae
- Família Cecropiaceae
- Família Moraceae
- Família Ulmaceae
- Família Urticaceae